# Clanton
Clanton é uma cidade localizada no estado americano do Alabama, no Condado de Chilton.

## Demografia
Segundo o censo americano de 2000, a sua população era de 7800 habitantes.
Em 2006, foi estimada uma população de 8512, um aumento de 712 (9.1%).

## Geografia
De acordo com o United States Census Bureau tem uma área de 52,7 km², dos quais 52,6 km² cobertos por terra e 0,1 km² cobertos por água.

## Localidades na vizinhança
O diagrama seguinte representa as localidades num raio de 40 km ao redor de Clanton.